# Tower Fifth
Tower Fifth es un rascacielos propuesto para ser construido en Midtown Manhattan, en Nueva York. Está diseñado por el estudio de arquitectura Gensler y su promotor, Macklowe Properties es el responsable de la construcción de otros rascacielos de la zona como el 432 Park Avenue, de diseño similar. 
Con una altura de 474 metros, se convertiría en el segundo edificio más alto de Nueva York, solo superado por el One World Trade Center, y el más alto teniendo en la altura de la última planta al superar a la Central Park Tower por 2 metros.

## Historia
Los planes para la construcción del rascacielos fueron revelados en enero de 2019, por Macklowe Properties. Harry Macklowe, director de la compañía, compró varios edificios entre marzo y junio de 2020 para permitir la construcción del nuevo rascacielos.
Los permisos de demolición se presentaron en abril de 2020.

## Diseño
El diseño de la fachada de Tower Fifth, a cargo del estudio Gensler, pretende reducir el impacto solar en un 70%. 
Tendrá un amplio vestíbulo con vistas a la Catedral de San Patricio. En las últimas plantas, en una estructura que sobresaldrá sobre el resto del edificio, tendrá el observatorio más alto del hemisferio oeste.